# 유제원
유제원(劉諸元)은 대한민국의 드라마 연출가이다. 

## 연출

### 드라마
- 2014년 tvN 월화 미니시리즈 《고교처세왕》... 연출
- 2014년 MBN 특별기획 드라마 《천국의 눈물》... 연출
- 2015년 tvN 금토 미니시리즈 《오 나의 귀신님》... 연출
- 2017년 tvN 금토 미니시리즈 《내일 그대와》... 연출
- 2018년 tvN 수목 미니시리즈 《하늘에서 내리는 일억개의 별》... 연출
- 2019년 tvN 월화 미니시리즈 《어비스》... 연출
- 2020년 tvN 주말 미니시리즈 《하이바이, 마마!》... 연출
- 2021년 tvN 주말 미니시리즈 《갯마을 차차차》... 연출
- 2023년 tvN 주말 미니시리즈 《일타 스캔들》 ... 연출
- 2024년 tvN 주말 미니시리즈 《엄마친구아들》... 연출
- 미정 넷플릭스 오리지널 드라마 《첫, 사랑을 위하여》...연출